# Dinarthrella betteni
Dinarthrella betteni är en nattsländeart som beskrevs av Martynov 1936. Dinarthrella betteni ingår i släktet Dinarthrella och familjen kantrörsnattsländor. Inga underarter finns listade i Catalogue of Life.